# Ochotona dauurica
Thỏ cộc Daurian (Ochotona dauurica) là một loài động vật có vú thuộc Họ Ochotona của Bộ Thỏ. Chúng được biết đến với tiếng gọi báo động như "tiếng sủa" của chúng, và với thói quen làm những đống cỏ khô để giúp chúng sống sót qua mùa đông. Có 4 phân loài được công nhận: Ochotona dauurica annectens; O.d. bedfordi; O.d. dauurica và O.d. mursavi. Thỏ cộc Daurian, giống như các loài trong Bộ Thỏ khác, được đặc trưng bởi một bộ răng cửa thứ hai. Chúng là loài đơn hình tình dục, với bộ lông dày màu đỏ. Chúng không có đuôi bên ngoài, và tai chúng to và tròn. Thính giác, một đặc trưng của hộp sọ của loài này nhỏ hơn so với nhiều loài thỏ cộc khác. Điều này được cho là có liên quan đến sở thích môi trường sống ở độ cao khá thấp của chúng. Chúng được coi là loài chủ chốt trong môi trường sống của chúng. Loài này được Pallas mô tả năm 1776.